# Academia de Cine de Pekín

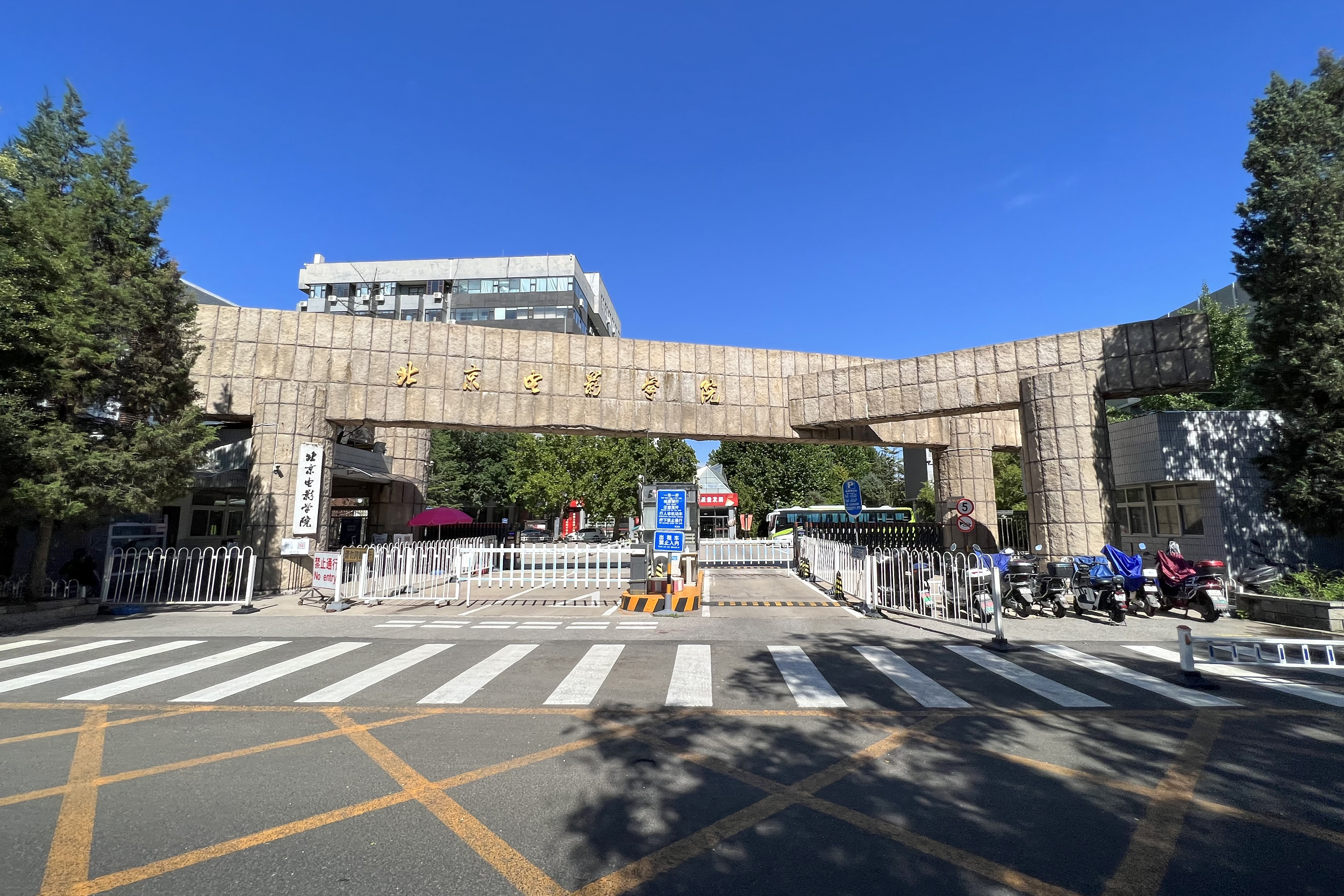

La Academia de Cine de Pekín (en chino simplificado, 北京电影学院; pinyin, Běijīng Diànyìng Xuéyuàn) es una universidad privada mixta situada en Pekín, China. Es la mayor universidad especializada en cine y televisión de Asia. El campus está situado en el Distrito de Haidian, al igual que la mayoría de las universidades de Pekín. La calidad educativa de la academia se ha ganado el reconocimiento internacional gracias a la producción cinematográfica de los directores formados allí.   

## Historia
La academia se fundó en mayo de 1950, siendo nombrada inicialmente Institución de las Artes Escénicas de la Oficina Cinematográfica del Ministerio de Cultura. En su apertura contó con 38 estudiantes. Durante los cinco años siguientes fue renombrada tres veces: Escuela de Cine de la Oficina Cinematográfica del ministerio de cultura (julio de 1951), Escuela de Cine de Pekín (marzo de 1953), y finalmente Academia de Cine de Pekín (1 de junio de 1956).
Originalmente la academia contaba con dos escuelas: una dedicada a la  fotografía y otra dedicada a la animación, cada una con sus propios departamentos y especialidades. El departamento de guionistas fue uno de los primeros en ser establecidos en 1951.
Gradualmente, la academia amplió sus escuelas y departamentos. El 14 de septiembre de 1950 la academia ofreció su primer curso de pregrado en artes escénicas con una promoción de treinta estudiantes, muchos de los cuales eran figuras destacadas del cine y la televisión. Dado su éxito, la academia estableció el instituto de interpretación en junio de 1956. En 1952 ofreció sus primeros programas de grabación de sonido, y en 1959 se fundó el departamento de sonido. Este departamento continuó creciendo hasta unirse con la escuela de ingeniería en 1960. En septiembre de 1955 la ACP comenzaría a ofertar un curso de dos años de dirección y producción de cine y televisión, estableciéndose finalmente el departamento de dirección en 1987.
La Revolución Cultural repercutió fuertemente a la educación en muchas escuelas y universidades chinas y la Academia de Cine de Pekín fue una de ellas: muchos de sus profesores dejaron la academia o se exiliaron. A principios de 1976, después de Revolución Cultural, muchos de los miembros docentes regresaron a la enseñanza, aunque la academia no volvió a reabrir sus puertas hasta 1978. 
Durante más de 40 años, los graduados en la Academia de Cine de Pekín han ganado reconocimiento nacional e internacional por sus contribuciones al cine y la televisión. Los antiguos alumnos incluyen directores, productores, guiones, así como actores y actrices. 
Algunos graduados famosos son los directores de la Cuarta, Quinta y Sexta Generación del cine chino. Los directores más famosos de la Cuarta Generación incluyen a Wu Tianming, Wu Yigong, Teng Wenji y Zhang Nuanxin. Entre los directores de la Quinta Generación, se encuentran Tian Zhuangzhuang, Chen Kaige y Zhang Yimou, y entre los directores de la Sexta Generación destacan Jia Zhangke, Wang Xiaoshuai y Zhang Yuan. 